# Manny Santos
Vous pouvez aider à l'améliorer ou bien discuter des problèmes sur sa page de discussion.
- Il ne cite pas suffisamment ses sources. Vous pouvez indiquer les passages à sourcer avec {{référence nécessaire}} ou {{Référence souhaitée}}, et inclure les références utiles en les liant aux notes de bas de page. (Marqué depuis mars 2024)
- Certaines informations devraient être mieux reliées aux sources mentionnées dans la bibliographie ou les liens externes. Améliorez sa vérifiabilité en les associant par des références. (Marqué depuis mars 2024)

- Archive Wikiwix
- Bing
- Cairn
- DuckDuckGo
- E. Universalis
- Gallica
- Google
- G. Books
- G. News
- G. Scholar
- Persée
- Qwant
- (zh) Baidu
- (ru) Yandex
- (wd) trouver des œuvres sur Wikidata

Mannuella Santos dite « Manny » est devenue à partir de la saison 3, un des personnages incontournables de la série Degrassi : La Nouvelle Génération grâce notamment à sa relation avec Craig Manning. Originaire des Philippines, elle a été surnommée un temps « The School Slut » avant de devenir « The Boyfriend Stealer ». Manny Santos est interprétée par Cassie Steele.

## Péripéties du personnage

### Saison 1-2: Une petite fille sage…
Le personnage de Manny Santos fait son apparition dès le premier épisode de Degrassi « Mother and Child Reunion », en tant que meilleure amie d'Emma Nelson, la fille que Spike a eu dans les Années Collèges (en VO Degrassi High School). Dans cet épisode, elle aide - avec l'aide de JT Yorke et de Toby Isaac - Emma à se sortir des griffes d'un pédophile. Par la suite, Manny n'aura pas d'importance majeure hormis dans l'épisode « Mon rêve à moi » (en VO Wanabee) où elle désire appartenir à l'équipe de pom-pom girls de Degrassi : le Spirit Squad. Emma trouve que les pom-poms girls renvoient une image avieillissante de la femme et écrit même un article sur le sujet dans le journal de l'école. Furieuse, Manny se rapproche de Paige, la capitaine de l'équipe et d'Hazel qui sont les deux filles les plus influentes de l'école. Elle reviendra vers Emma en découvrant le vrai visage de ses « nouvelles amies » mais restera malgré tout une pom-pom girl.

#### Saison 2
Dans la saison 2, Emma et Manny craquent toutes les deux sur un nouvel élève arrivé à Degrassi : Craig Manning. Elles font alors tout pour qu'il les remarque et réussissent à s'inviter à la fête « Spécial années 80 » réservés aux séniors dans l'épisode « Déception amoureuse » (en vo Girls Just Wanna Have Fun). Alors que les deux amies pensaient qu'Emma avait la préférence de Craig, il invite Manny à danser. Emma se remettra vite de cette déception et aidera sa meilleure amie à se préparer pour son premier rendez-vous avec Craig dans « Un battement de cœur » (en vo Take My Breath Away). Malheureusement cette première sortie est un échec total puisque Craig rompt avec Manny car elle lui rappelle sa petite sœur Angela.
Après ce premier chagrin d'amour, Manny décide de jouer les cupidons et d'aider Emma et Sean à se remettre ensemble. Elle invite ce dernier au mariage de Spike et d'Archie Simpson, leur professeur de Média. Après bien des coups de théâtre, elle réussit sa mission et parvient même à danser avec Craig.

### Saison 3: Le nouveau look de Manny
Dans l'épisode de la saison 3 « Séduction » (en VO U Got The Look), Manny décide de casser son image de petite fille sage pour attirer l'attention d'un garçon sur lequel elle vient de craquer Sully. Elle ne veut plus être mignonne et adorable mais sexy. Son changement de look est radical et attire très vite les regards des garçons dont celui de son ami JT. Au départ intéressée, Manny le rejette quand Sully s'intéresse enfin à elle. Emma et JT ne reconnaissent plus leur amie. Manny voit leur comportement comme de la jalousie et comprend encore moins Emma qu'elle a toujours soutenue pendant de nombreuses années. Elle décide alors de s'éloigner d'eux pour enfin devenir ce dont elle a toujours rêvé : une fille populaire.
Manny sort maintenant avec Sully mais son manque d'attention à son égard, pousse la jeune fille à rompre et elle retombe sous le charme de son premier amour Craig Manning qui sort désormais avec Ashley Kerwin. Dans l'épisode « Partir ou Rester » (en VO Should I Stay or Should I Go), Craig ne parvient pas à exprimer ses sentiments pour Ashley et qui ne peut pas envisager de faire l'amour avec lui sans connaître ses sentiments à son égard. À l'aide d'une chanson, Craig parvient à convaincre Ashley de son amour et elle accepte de faire l'amour avec lui après la fête d'anniversaire pour les 16 ans de Paige. Mais quand elle apprend qu'il a parlé de leurs projets à Spinner, Ashley annule tout et quitte la fête furieuse après Craig. Ce dernier s'apprête à rentrer chez lui quand Manny le rattrape. Elle lui avoue que si on lui avait écrit une telle chanson elle aurait été heureuse pendant des mois. Craig et elle rentre chez lui où ils feront l'amour pour la première fois. Le lendemain, Craig et Ashley se remettent ensemble devant Manny qui a le cœur brisé pour la deuxième fois.
Dans l'épisode « Contre Toute Attente » (en VO Against All Odds), Manny invite Craig et Emma à une rave party. Cette dernière est sous le charme de Chris un DJ qui jouera là-bas. Manny l'encourage à le séduire, ce qu'Emma fait avant de découvrir qu'il a une petite amie. Manny lui conseille d'ignorer sa petite amie si elle veut vraiment ce garçon. Emma y retourne et pendant ce temps Craig et Manny se retrouvent sur la piste de danse où ils s'embrassent. Emma fait marche arrière car elle ne peut pas flirter avec un garçon déjà pris, elle rentre chez elle et retrouve Craig et Manny enlacés sur son lit. Furieuse, elle ne comprend décidément plus son amie. Le lendemain, Manny tente de s'expliquer mais cela tourne très vite en dispute. Finalement Manny dit à Emma qu'elle ne veut plus être amie avec une « fille coincée » (en VO « a prude princess ») et Emma lui rétorque qu'elle ne veut pas non plus être amie avec la fille facile de l'école (en VO « a school slut »).
Pendant l'épisode « Vacances », Craig et Manny continuent de se voir en cachette mais maintenant Manny demande à Craig de faire son choix car elle pense avoir été assez patiente. Mais Craig lui répond qu'il n'arrive pas à décider entre Ashley et elle. Manny décide alors de lui faciliter la tâche en rompant avec lui. Craig se rend compte après une discussion avec Caitlin que la fille qu'il aime c'est Manny. Il la retrouve alors sur la patinoire de Degrassi (la ou est sa petite sœur) où il lui avoue ses sentiments et promet de rompre avec Ashley. Il s'apprête à le faire quand cette dernière lui offre la guitare de son grand-père. Craig décide de ne rien dire et d'accepter le cadeau. Il fait alors croire à Manny qu'il a rompu avec Ashley et lui offre un bracelet avec des patins. Ce qu'il ne sait pas c'est qu'Ashley a vu le cadeau et pense qu'il lui est destiné. Alors que Manny maquille Ashley cette dernière aperçoit le bracelet et comprend vite ce qui se passe. Elle dit à Manny que Craig et elle n'ont pas rompus et que par conséquent Craig a encore menti. Ashley rompt avec Craig, Manny fait de même et lui rend son bracelet.
La compétition de gymnastique de Degrassi approche à grands pas et Manny est l'un des espoirs de l'équipe. Toujours en colère contre Craig, elle essaie de se justifier auprès d'Ashley qui semble être prête à lui pardonner. Manny se sent pourtant de plus en plus seule et elle est complètement déboussolée quand elle découvre qu'elle est enceinte. Elle se confie à Spike, la mère d'Emma qui elle aussi a été enceinte au même âge. Elle fait un test de grossesse qui se révèle être positif. Manny en parle à Craig qui prend très bien la nouvelle, heureux de pouvoir former une famille. Mais dans la deuxième partie de l'épisode "Accidents" (en vo Accidents will Happen), Manny découvre très vite qu'elle n'est pas prête à avoir un enfant malgré le soutien de Craig et d'Emma. Elle décide d'avorter malgré l'opposition de Craig et d'Emma qui décide toutefois de soutenir son amie.
Dans "Mauvaises Fréquentations" (en VO Our House), on apprend que Manny est considérée comme la petite fille facile de l'école depuis qu'Ashley a révélé à tout le monde que Manny a été enceinte de Craig. L'adolescente est seule, déprimée et ne voit pas les sentiments que JT nourrit à son égard. Conseillé par Liberty ce dernier, invite Manny à venir avec lui à la fête de fin d'année. Il arrivera à lui redonner le sourire et ils commenceront à sortir ensembles.

### Saison 4: Manny revient dans la course…
Manny se rend avec JT et Toby chez Liberty et son frère Dani qui organisent une "Après-midi Jacuzzi" pour fêter le début de la nouvelle année scolaire. JT qui sort avec Manny depuis quelques mois, se distingue comme toujours par son côté immature et il se ridiculise devant sa petite amie quand Dani baisse son short devant elle. Plus tard alors que JT et Manny s'embrassent ils croisent Craig dans le couloir et Manny ignore complètement JT qui se vexe. Ce dernier pense alors que Manny est plus intéressé par Craig à cause de la taille de son sexe. Il se procure alors une pompe pour en augmenter la taille mais il se fait prendre par Manny qui lui avoue que la seule chose que Craig avait de plus rapport à lui c'est de la maturité. Ils rompent.
Manny organise pour le Spirit Squad, un grand lavage de voiture pour récolter de l'argent. Au cours de cet événement elle se rapproche de Spinner le petit ami de Paige. Peu de temps après Paige et ce dernier rompt et Manny et Spinner commencent à se voir. Mais le basketteur aimerait que les choses soient plus officielles entre eux mais après sa relation chaotique avec Craig, Manny a peur de s'engager de nouveau et commence à flirter avec un nouvel élève du nom de Chester. Mais elle se rend compte qu'elle tient vraiment à Spinner et part le retrouver. En route elle aperçoit Matt l'assistant-professeur et Paige en train de s'embrasser. Elle retrouve finalement Spinner devant le Dot Grill où elle lui fait promettre de ne pas la faire souffrir avant de l'embrasser, maintenant confiante. Ils se sépareront quand elle apprendra qu'il était impliqué dans l'accident de Jimmy.
Depuis la fusillade, Manny essaie de renouer contact avec Emma traumatisée par l'évènement et qui se montre de plus en plus distante. Quand elle découvre ce qu'elle fait avec Jay sur le terrain vague, elle tente de lui faire entendre raison mais son amie lui réplique que ce qu'elle fait ne risquera pas de la faire tomber enceinte. Manny reste quand même présente pour Emma et lui fait comprendre qu'elle a sans doute contracté la gonorrhée. Elle essaie de convaincre Emma de prévenir son partenaire qu'elle doit embrasser sur scène mais Emma refuse. Finalement Manny le préviendra et la scène sera changée au dernier moment. Manny aide aussi un autre de ses amis Toby qui se sent de plus en plus seul depuis la mort de Rick car JT le délaisse, lui reprochant d'avoir été ami avec le "mec qui a rapporté un flingue à l'école". Manny épaule Toby et après une discussion avec JT, ce dernier les rejoint à l'enterrement de Rick.
Au cours d'un "Secret Mal Gardé" (en VO Modern Love), Manny gaffe en révélant à Hazel la meilleure amie de Paige la relation de cette dernière avec Matt. Paige en veut à Manny et leur discussion tourne en bagarre où Matt et la principale Mme Hatzilakos doivent venir les séparer. Mais quand le professeur-assistant attrape Manny cette dernière l'appelle "Monsieur Pédophile" pour se venger de Paige. Cette dernière rétorque en la déshabillant sur scène au cours de l'épisode "Le Bal" (en Vo West End Girls).

### Saison 5: La vocation de Manny
Pendant presque tout l'été, Manny a tourné dans le film de Kevin Smith et a afin découvert sa voie : devenir une actrice. Et elle est prête à tout pour y parvenir. Dans l'épisode "Vénus", Manny découvre que les castings et la dure réalité de ce métier et pense que son physique et la cause de ses échecs. Elle décide d'avoir recours à la chirurgie esthétique grâce à l'argent qu'elle a gagné grâce au film mais le chirurgien prévient ses parents. Son père et elle se disputent à propos de sa volonté à devenir actrice et elle quitte la maison en larmes. Elle décide de se rendre à la soirée à laquelle Peter un nouvel élève l'a invitée. Emma a d'ailleurs craqué sur lui mais il semble beaucoup plus intéressé par Manny. Cette dernière complètement saoule, montre ses seins à la caméra de Peter. Dans la seconde partie, Manny tente de récupérer la cassette mais Peter lui fait du chantage et lui demande de sortir avec lui. Comme elle refuse, il lui demande de l'argent mais Manny ne peut rien lui donner car ses parents lui ont confisqué sa carte. Après s'être disputés avec Manny qui lui montre la bassesse de son geste, Peter furieux diffuse le film sur Internet et tous les élèves du lycée voient Manny montrant ses seins. Raillés par tous, elle parvient quand même à convaincre Emma de son innocence et elles affrontent les regards de tous ensemble. Virée de chez elle, Manny vivra chez Emma jusqu'à la fin de cette saison.
Craig et Manny se reparlent dans l'épisode 5 quand Peter reproche à Manny de l'avoir dénoncé à sa mère qui est également la principale du lycée. Craig surprend leur conversation et menace Peter à qui il interdit d'approcher Manny. Après cet épisode, Craig confie à Manny qu'il s'est senti mal pour elle en découvrant ce que Peter lui avait fait. Craig décide d'inviter Manny à un mariage où il doit jouer pour lui remonter le moral. Manny accepte mais ce qu'elle ignore c'est qu'Ellie est amoureuse de Craig et cherche à attirer l'attention du musicien. Mais finalement c'est vers Manny qu'il revient et ils s'embrassent sur le perron de la maison d'Emma.
Manny est contactée par Bernice Vince - l'agent qui lui avait conseillé dans Vénus de faire de la chirurgie esthétique - après la première du film de Kevin Smith. Heureuse, elle commence pourtant à stresser car elle a bientôt une audition et elle n'arrive plus à entrer dans certains de ses pantalons. Emma décide alors de la prendre en main et de perdre du poids avec elle en élaborant un programme très contraignant. Malheureusement, le régime devient de plus en plus sévère en particulier quand Emma l'encourage à vomir après un repas. Manny décide finalement de tout arrêter car elle trouve qu'Emma va un peu trop loin. Elle se réconcilie finalement avec Peter pour aider sa meilleure amie tombée dans l'anorexie. 
À la fin de cette saison, Manny devra une nouvelle fois se battre, cette fois contre Darcy, à cause de sa réputation de « fille facile ». Finalement elle retrouvera Craig qui revient pour elle - parti à Vancouver pour sa carrière musicale - à la remise des diplômes.